# Санто-Томе (Санта-Фе)
Санто-Томе́ (исп. Santo Tomé) — город и муниципалитет в департаменте Ла-Капиталь провинции Санта-Фе (Аргентина).

## История
В середине XVII века, когда город Санта-Фе был перенесён на своё современное местоположение, в этих местах иезуитами была создана ферма Санто-Томе. После изгнания иезуитов в XVIII веке она перешла в частные руки. Плодородные земли, а также тот факт, что «королевская дорога», соединявшая Буэнос-Айрес и Санта-Фе, пересекала реку Рио-Саладо именно через «брод Санто-Томе», привели к тому, что ферма процветала, и в её районе образовался хуторок.
Важное событие случилось в апреле 1816 года, когда генерал Эустокио Диас Велес был послан Директоратом Соединённых Провинций Рио-де-ла Платы для третьей атаки на Санта-Фе. Стремясь избежать гражданской войны, он подписал в Санто-Томе соглашение с командующим войсками провинции Санта-Фе Косме Масиелем, однако противостоящий Буэнос-Айресу Хосе Хервасио Артигас отказался его признать, и война продолжилась.
В 1872 году губернатор провинции издал декрет, признававший Санто-Томе деревней. В 1962 году Санто-Томе получил статус города.